# Боричевский, Артём Иванович
Артём Ива́нович Бориче́вский (1891—1969) — участник Великой Отечественной войны, заместитель командира батальона 190-го стрелкового полка 5-й стрелковой Орловской дивизии 3-й армии 2-го Белорусского фронта, майор. Герой Советского Союза (1945).

## Биография
Родился 28 июня 1891 года в селе Серники (ныне Варашского района Ровенской области Украины) в семье крестьянина-бедняка. Белорус.
Окончил 5 классов. Работал плотником на опытной станции в посёлке городского типа Зерновой (ныне город Зерноград Ростовской области).
Был призван в армию в 1911 году. Участник Первой мировой и Гражданской войн. Воевал с Петлюрой, немцами, оккупировавшими Украину, колчаковцами. В 1919 году в бою под Петропавловском был контужен. В 1922 году командир взвода Красной Армии А. И. Боричевский демобилизовался и возвратился на родину.
В 1930 году вместе с родителями переехал на Дон, в только что созданный в Мечётинском районе Учебно-опытный зерносовхоз № 2. Получив позже в Ростове--на-Дону агрономическое образование, работал на Ростовской селекционной станции.
Член ВКП(б)/КПСС с 1939 года. В Красной Армии с октября 1941 года. На фронтах Великой Отечественной войны с марта 1942 года в должности командира роты. Принимал участие в освобождении Белоруссии.
Отличился 24 июня 1944 года при прорыве вражеской обороны северо-западнее города Рогачёва. 14 июля 1944 года заместитель командира батальона 190-го стрелкового полка (5-я стрелковая Орловская дивизия, 3-я армия, 2-й Белорусский фронт) капитан А. И. Боричевский во главе штурмовой группы из 41 человека прорвался на автомашинах в тыл противника, перерезал дорогу к городу Волковыску Гродненской области и завязал бой с колонной немецких солдат численностью до 600 человек, которая направлялась на удержание города. Часть колонны, преградившая десанту подступы к городу, была уничтожена и рассеяна. В этом неравном бою на подступах к городу Волковыску штурмовая группа уничтожила до 200 немецких солдат и офицеров, две автомашины, 5 огневых точек и три противотанковых пушки. Затем группа штурмом ворвалась в город и удерживала его до подхода главных сил, ведя тяжёлые уличные бои в фактическом окружении.
Ушёл в запас в 1946 году в звании майора. Жил и работал в городе Зерноград Ростовской области на той же Ростовской государственной селекционной опытной станции. В 1965 году ему было присвоено звание почётного гражданина Зернограда.
Умер 2 ноября 1969 года, похоронен в Зернограде.

## Награды и звания
- Указом Президиума Верховного Совета СССР от 24 марта 1945 года за образцовое выполнение боевых заданий командования на фронте борьбы с немецко-фашистскими захватчиками и проявленные при этом мужество и героизм, капитану Боричевскому Артёму Ивановичу присвоено звание Героя Советского Союза с вручением ордена Ленина и медали «Золотая Звезда» (№ 5831).
- Награждён орденом Ленина, орденами Отечественной войны I и II степеней, Красной Звезды и медалями.

## Память
- Именем Боричевского названы улицы в Зернограде, Гродно[3][4] и Волковыске.
- Мемориальная доска в честь А. И. Боричевского в Волковыске (2019)[5]. Установлена на здании филиала № 46 Волковысской районной библиотеки на одноимённой улице.